# World Anti-Slavery Convention

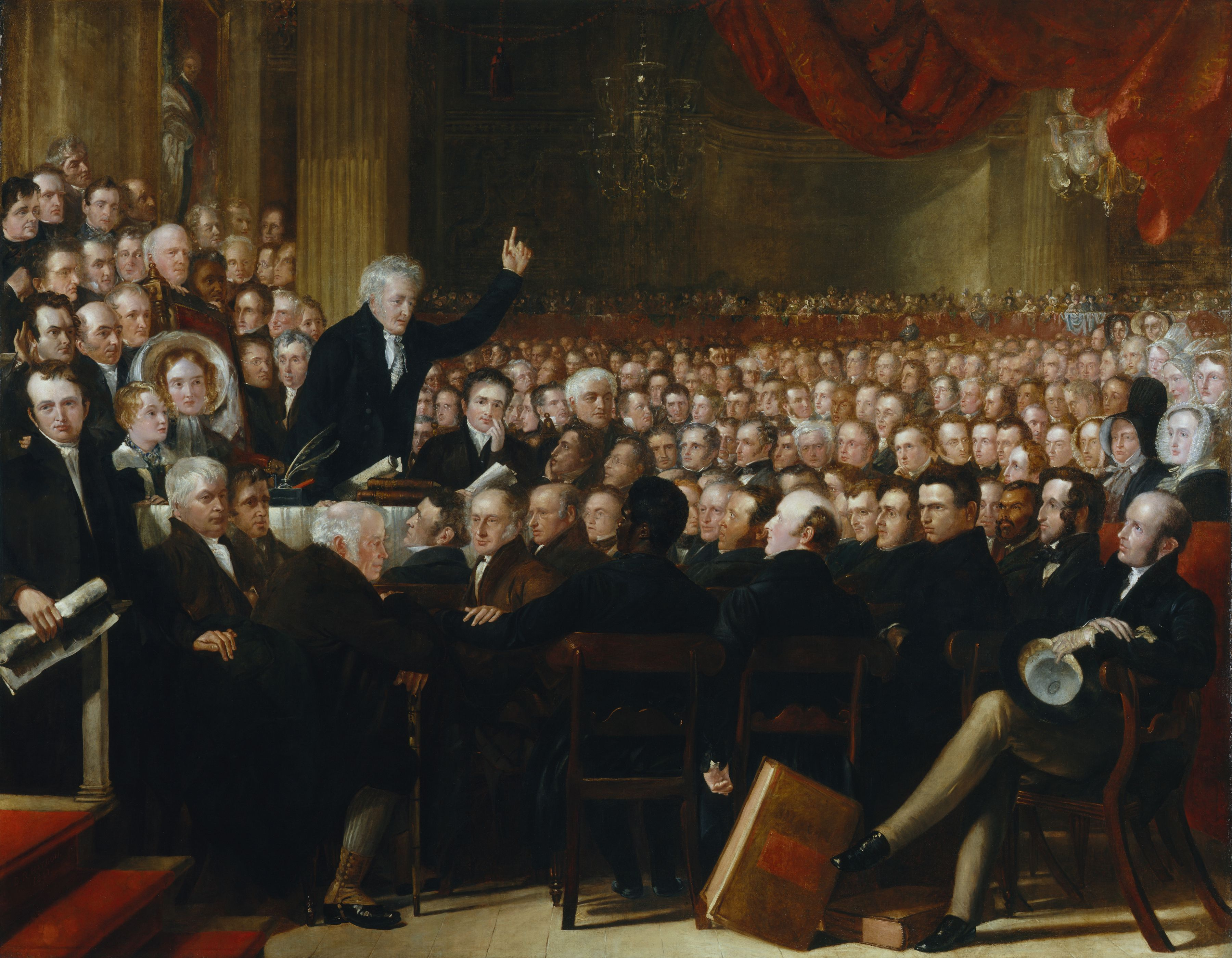
The Anti-Slavery Society Convention, 1840 by Benjamin Robert Haydon

World Anti-Slavery Convention var en internationell konferens för avskaffandet av slaveriet, som hölls i Exeter Hall i London 12-23 juni 1840. 
Konferensen arrangerades av British and Foreign Anti-Slavery Society (BFASS) på initiativ av kväkaren Joseph Sturge. Det var världens första internationella abolitionistkonferens och samlade  den amerikanska och brittiska abolitioniströrelsen, samt delegater från Frankrike, Sydafrika och Haiti. 
Konferensen är också känd för att diskrimineringen av kvinnliga deltagare resulterade i Seneca Falls Convention och inledningen av den amerikanska kvinnorörelsen. 